# الجدال حول عدد ضحايا إعصار ماريا

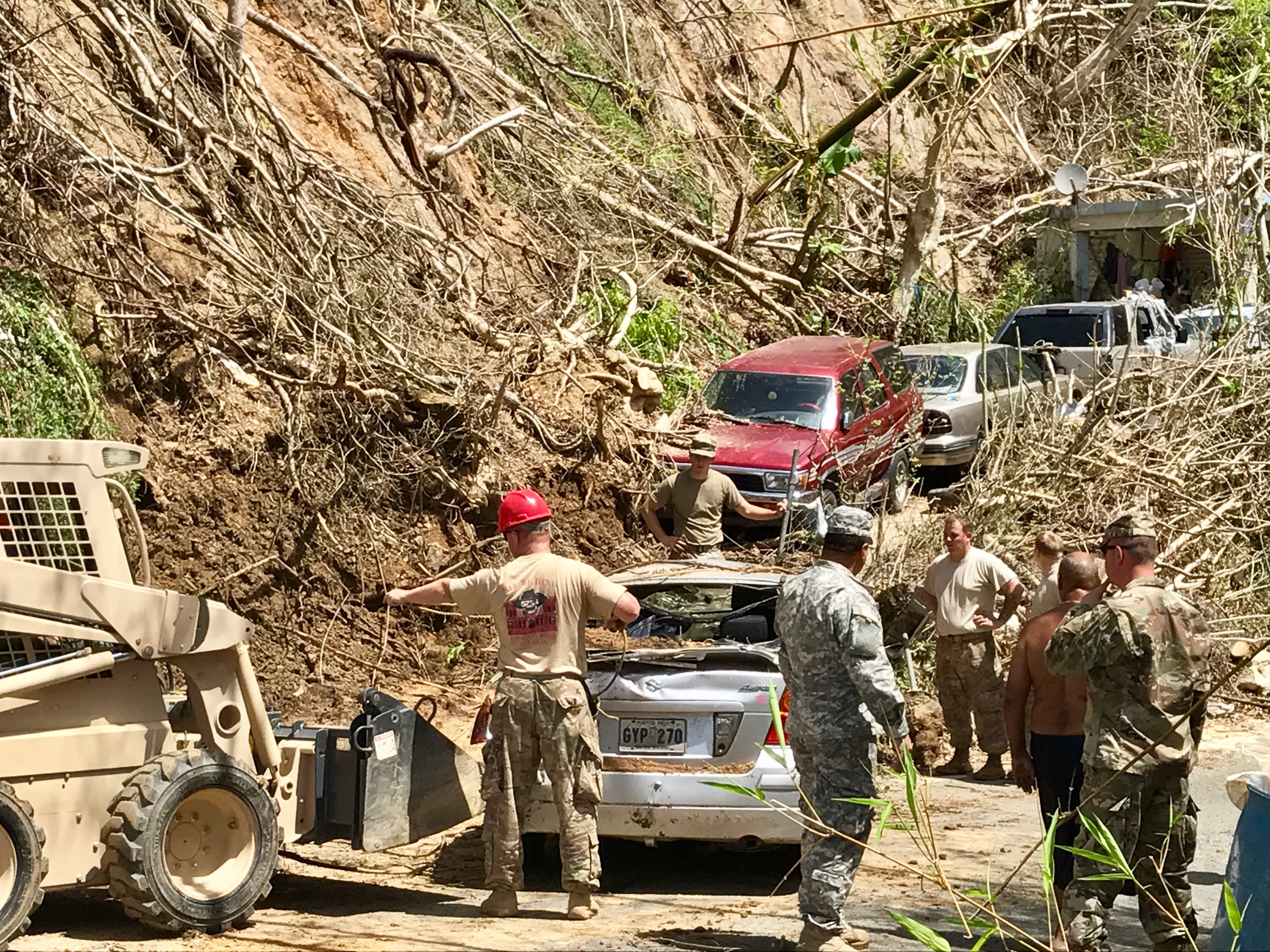
أدى سقوط الأشجار وخطوط الكهرباء والانهيارات الأرضية إلى انسداد عدد لا يحصى من الطرق في جميع أنحاء الجزيرة، فبقيت العديد من المجتمعات معزولة تمامًا. لم تتمكن المساعدات الغوثية من الوصول إلى العديد من البلدات لأيام أو أسابيع بعد أن ضرب الإعصار.

ضرب إعصار ماريا بورتوريكو واعتبِر إعصارًا رفيع المستوى من الفئة الرابعة في 20 سبتمبر 2017، مما أسفر عن أشد كارثة طبيعية في الجزيرة في التاريخ الحديث. عانت الجزيرة بأكملها من آثار مدمرة ففقد جميع السكان إمكانية الحصول على الكهرباء، وفقد الغالبية إمكانية الوصول إلى المياه النظيفة، ودُمرت عشرات الآلاف من المنازل، وتركت البنية التحتية للطرق مشلولة. أدت سلسلة من الإخفاقات المتتالية في البنية التحتية إلى تفاقم الآثار المباشرة للإعصار. عَرَض نقص المساعدات، والكهرباء، والمياه، والوصول إلى الرعاية الطبية العديد من الأشخاص للخطر، وكان المسنون والفقراء هم الأكثر تضررًا.
على الرغم من شدة هذه الآثار، أبلغت حكومة بورتوريكو عن مقتل 64 شخصًا فقط في الإعصار. انتقدت العديد من وسائل الإعلام الحكومة بشدة لإخفائها العدد الحقيقي للقتلى. أكدت التحقيقات الصحفية هذه الاتهامات، إذ وجدت صحيفة نيويورك تايمز ما يزيد عن 1000 حالة وفاة محتملة مرتبطة بالإعصار في الأشهر التي أعقبت ماريا. ردًا على الاتهامات المتزايدة بالتستر، أمرت الحكومة بإجراء تحقيق مستقل، وفي 18 ديسمبر 2017 تعاقدت مع معهد ميلكن للصحة العامة.
في فبراير 2018 رفعت سي إن إن ومركز بورتوريكو للتحقيقات الصحفية ثلاث دعاوى قضائية ضد حكومة بورتوريكو للحصول على تفاصيل عن الوفيات في الأشهر التي تلت ماريا. بعد صدور حكم قضائي، أفرجت الحكومة عن المعلومات المحجوبة. أظهرت البيانات الإحصائية زيادة في الوفيات قدرها 1427 في عام 2017 مقارنة بالسنوات الأربع السابقة، غير أنه لم يتسن تحديد العدد المنسوب إلى ماريا. في 28 أغسطس عدلت حكومة بورتوريكو عدد القتلى الرسمي ليصبح 2975 شخصًا، ما جعل ماريا واحدة من أعنف الأعاصير في تاريخ الولايات المتحدة. يستند التقدير الرسمي إلى دراسة بتكليف من حاكم بورتوريكو، فوضع الباحثون في جامعة جورج واشنطن نماذج إحصائية تبين عدد الوفيات الزائدة عن الحد للفترة الزمنية ما بين سبتمبر 2017 وفبراير 2018 والتي تراوحت بين 2658 و3290 (مع مجال ثقة 95%). وعزا الباحثون انخفاض عدد الوفيات المبلغ عنه في البداية إلى «عدم الوعي بالممارسات الملائمة لإصدار شهادات الوفاة بعد وقوع كارثة طبيعية» بين الأطباء الذين يبلغون عن الوفيات للوكالات الإحصائية الحيوية.

## الخلفية
في العقد الذي سبق ماريا، عانت بورتوريكو من تدهور مالي كبير وديون مرهقة بسبب مزيج من سوء الإدارة المالية والتغيرات في السياسة الضريبية الفيدرالية. في أوائل عام 2017، أشهر الإقليم إفلاسه فقد بلغ دينه العام 74 مليار دولار. أدى التغيير في السياسة الضريبية الفيدرالية إلى هجرة الأعمال التجارية المربحة وانخفاض الإيرادات الضريبية؛ ووصلت معدلات الفقر إلى 45%. إن البنية التحتية المتداعية في جميع أنحاء الجزيرة جعلت الشبكة الكهربائية أكثر عرضة للتلف خلال العواصف؛ وبلغ متوسط عمر محطات توليد الكهرباء التابعة لهيئة الطاقة الكهربائية في بورتوريكو 44 عامًا. أصاب الشركة نقص في السلامة ووصفت الصحف المحلية في كثير من الأحيان سوء الصيانة فيها والضوابط القديمة. كافحت هيئة الطاقة الكهربائية في بورتوريكو ديونها المتزايدة، والتي بلغت 9 بلايين دولار قبل أن تدفعها الأعاصير إلى إشهار إفلاسها. وعلاوة على ذلك، خفضت الشركة عدد موظفيها بنسبة 30% منذ عام 2012. وإلى جانب أن البنية التحتية الكهربائية قد عفا عليها الزمن، فقد بني قسم كبير منها فوق سطح الأرض وتعرضت للآثار المباشرة للأعاصير.
أنتج موسم الأعاصير في المحيط الأطلسي لعام 2017 العديد من الأعاصير الاستوائية القوية والطويلة الأمد. أثبت شهري أغسطس وسبتمبر أنهما نشطان بشكل خاص، فشهدا ثلاثة أعاصير كارثية: هارفي، وإيرما، وماريا. وصف تيموثي غالدات، القائم بأعمال مدير الإدارة الوطنية للمحيطات والغلاف الجوي، ذلك الموسم بأنه «موسم لا ينتهي». في أوائل سبتمبر، دمر إيرما جزر ليوارد وصُنف كإعصار من الفئة الخامسة وأعقبه إعصار بالقرب من بورتوريكو. على الرغم من أن المركز ظل بعيدًا عن الساحل، فإن الرياح العاصفة الاستوائية أثرت على الإقليم وتسببت بأضرار جسيمة. أضعفت العاصفة شبكة الطاقة المُخربة بالفعل، وجعلتها عرضة للانهيار التام. بينما استمرت الجهود المبذولة للتعافي في تكساس وفلوريدا بعد إعصاري هارفي وإيرما، ضرب إعصار ماريا بورتوريكو في 20 سبتمبر الذي صُنف كإعصار رفيع المستوى من الفئة الرابعة. ألحق الإعصار أضرارًا كارثية في جميع أنحاء الجزيرة، ما أدى إلى تدمير شبكة الكهرباء، وشل البنية التحتية للطرق، ولم يتمكن اغلب الناس من الحصول على مياه نظيفة.
لم يكن لدى الوكالة الفيدرالية لإدارة الطوارئ سوى القليل من الوقت للتحضير والاستجابة، وشحنت العديد من الإمدادات التي كانت تخزنها في بورتوريكو للمساعدة في التعافي من إيرما في جزر العذراء الأمريكية. اعترفت الوكالة أن الإخفاقات اللوجستية، ونقص الموظفين، ومشاكل الاتصالات مع الحكومة المحلية أعاقت إلى حد كبير قدرتها على المساعدة. ظلت المجتمعات الداخلية معزولة لعدة أيام بعد أن ضربت العاصفة، ما ترك الفقراء والمسنين في الإقليم معرضين للخطر بشكل خاص. لم يتمكن الأشخاص المصابون أو أولئك الذين يحتاجون إلى رعاية طبية منتظمة (مثل غسيل الكلى) من الوصول إلى خدمات الطوارئ لفترات طويلة من الزمن. أدى نقص الأغذية والمياه إلى تفاقم خطر الوفاة، لا سيما في المجتمعات المحلية الداخلية.

## الانتقادات الأولية
في الأشهر التالية لماريا، شككت وسائط الإعلام والسياسيون وصحفيو التحقيقات في عدد القتلى الذين نقلتهم حكومة بورتوريكو. ولقي عشرات الأشخاص الذين نجوا من الهجوم الأولي للإعصار مصرعهم لاحقًا جراء مضاعفاته. أعاقت الأضرار الكارثية التي لحقت بالبنية التحتية والاتصالات الجهود الرامية إلى توثيق الخسائر الكاملة في الأرواح توثيقًا دقيقًا. لم يكن نظام قاعدة البيانات الإلكترونية للإبلاغ عن الوفيات موجودًا في وقت الإعصار، ودُمرت معظم أنظمة الإنترنت والاتصالات. في عام 2018 حكم قاضٍ بضرورة إنشاء قاعدة بيانات ونشرها مع سجلات الوفاة. في تقرير التعافي الذي نشره الحاكم في عام 2018، تحت عنوان التحول والابتكار في أعقاب الدمار، اقترح الحاكم آنذاك روسيلو إنشاء نظام وطني جديد للإبلاغ الإلكتروني على أمل أن يؤدي إلى تحسين الدقة في الإبلاغ عن الوفاة بعد وقوع كارثة طبيعية، مثل إعصار ماريا.
لم تسجل الحكومة أي وفيات في كوروزال، غير أن عمدة المدينة، سيرجيو توريس، اعترض على هذا الادعاء قائلُا إنه يعلم بحقيقة وقوع وفيات. لم ترسل الوفيات الناتجة عن انقطاع التيار الكهربائي في مركز ماناتي الطبي إلى سان خوان لتدقيقها وفقًا للمدير التنفيذي خوسيه إس. روسادو. وأكد أن النوبات القلبية ناجمة عن أسباب طبيعية، لكن هذا يتناقض بشكل مباشر مع التفسيرات الحكومية، والتي اعتبرت أن أسباب النوبات القلبية مرتبطة بالإعصار.
في رسالة عامة إلى وزارة الأمن الداخلي في 12 أكتوبر 2017، اشتكى النائبان نيديا فيلازكيز وبيني تومسون من عدم الإفصاح عن عدد الضحايا، إما عن قصد «لتصوير جهود الإغاثة على أنها أكثر نجاحًا مما هي عليه»، أو «بسبب عدم توافر القدرات في الجزيرة»، وطلبا إلى وزارة الأمن الوطني أن تقيّم على الفور دقة ومنهجية تعداد السكان. في المقابل، وصفت مونيكا مينينديز -نائبة مدير مكتب علوم الطب الشرعي- الادعاءات القائلة إن هناك مئات القتلى هي ادعاءات غير صحيحة ومحض «شائعات». وصف وزير الأمن العامة هيكتور إم. بيسكيرا المطالبات التي تتدخل في عدد القتلى بأنها «هراء». وأشارت شبكة سي إن إن في تقريرها إلى أن جزءًا على الأقل من المسألة يتصل أيضًا بالذاتية فيما يتعلق بالموت المرتبط بالإعصار.